# Nur ad-Din (nome)
Nur ad-Din  è un nome proprio di persona arabo maschile.

## Varianti
Il nome, scritto in alfabeto arabo نور الدين, viene traslitterato anche come Nur-ud-Din, Nuruddin, Nur al-Din e vari altri modi; in arabo magrebino sono diffuse la forme Noureddine e Nordine. 

### Varianti in altre lingue
- Persiano: نورالدین (Noureddin)[1]
- Turco: Nurettin[1]

In italiano storico esiste la forma Norandino.

## Origine e diffusione
È composto dai termini arabi نور (nur, "luce", da cui anche il nome Nur) e دين (din, "fede", "religione", presente anche in Zayn ad-Din, Aladino e Saladino), e il suo significato complessivo è quindi "luce della fede".

## Persone

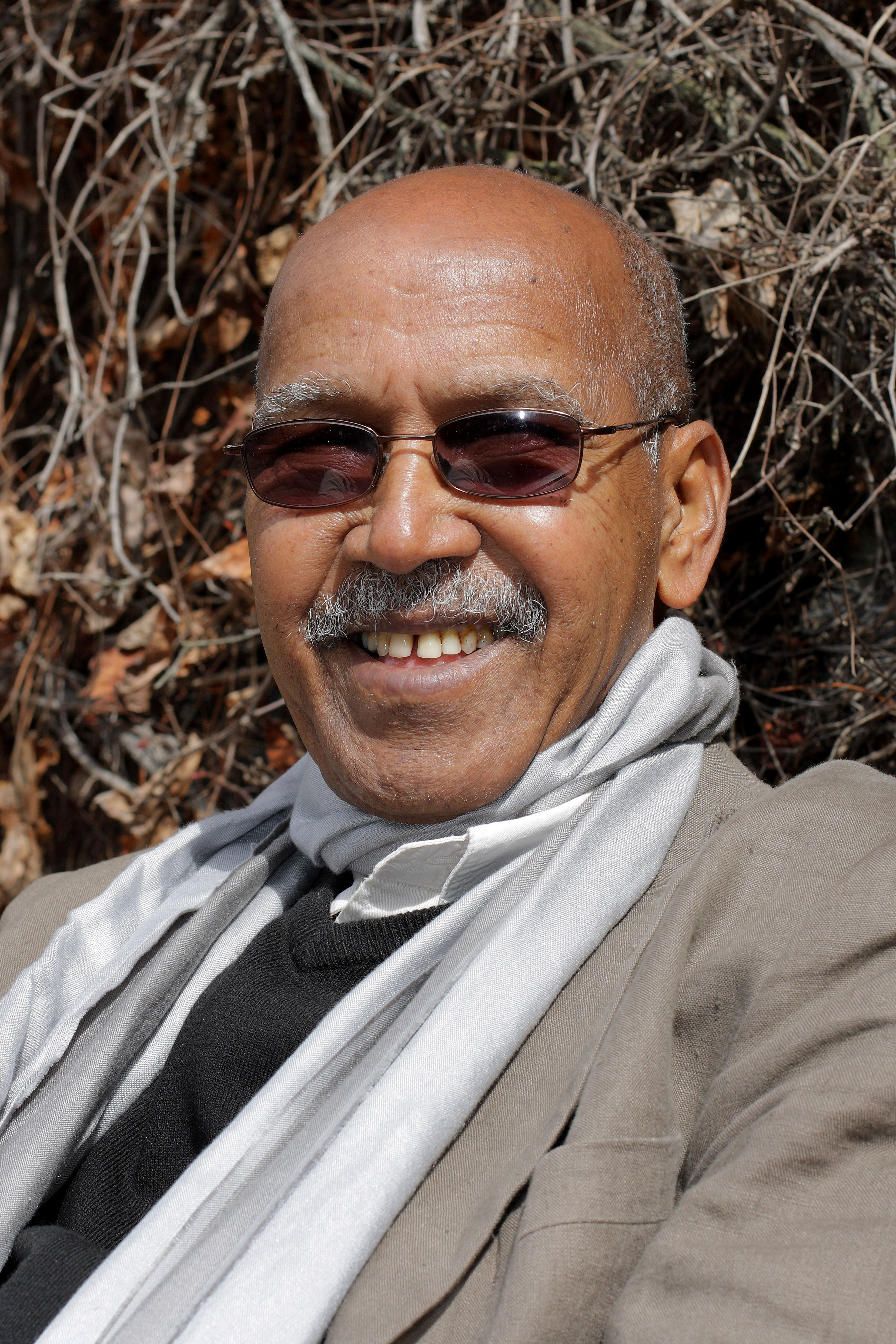
Nuruddin Farah

### Varianti
- Norandino, condottiero turco
- Nur al-Din al-Atassi, politico siriano
- Nur al-Din al-Bitruji, astronomo e filosofo arabo
- Noureddine Bedoui, politico algerino
- Noureddine Bhiri, politico e avvocato tunisino
- Nuruddin Farah, scrittore somalo
- Noureddine Morceli, mezzofondista algerino
- Nurudeen Orelesi, calciatore nigeriano
- Nurettin Pascià, militare ottomano

## Il nome nelle arti
- Norandino è un personaggio del poema Orlando furioso di Ludovico Ariosto.